# Toriyama Sekien
Toriyama Sekien (鳥山 石燕 (Điểu Sơn Thạch Yến)  1712 – 22 tháng 9, 1788) là bút danh của Sano Toyofusa, một học giả thế kỷ 18, nhà thơ kyōka và nghệ sĩ ukiyo-e của văn hóa dân gian Nhật Bản. Sinh ra trong một gia đình gồm những người hầu cao cấp của Mạc phủ Tokugawa, anh được đào tạo bởi các nghệ sĩ của trường Kanō và Kano Gyokuen và Kanō Chikanobu, mặc dù anh chưa bao giờ được chính thức công nhận là họa sĩ của trường Kanō.

## Sự nghiệp nghệ thuật
Sau khi nghỉ hưu chức vụ của Mạc phủ, ông trở thành giáo viên cho nhiều người học nghề thơ và hội họa. Ông là một trong những người đầu tiên áp dụng các kỹ thuật Kanō vào việc đến ukiyo-e, phát minh ra các kỹ thuật mới quan trọng trên đường đi, chẳng hạn như fuki-bokashi, cho phép tái tạo màu tăng dần. Nổi tiếng nhất, ông là giáo viên của Kitagawa Utamaro và Utagawa Toyoharu.